# ベンジャミン (植物)
ベンジャミン（学名：Ficus benjamina）は、クワ科イチジク属の非耐寒性の常緑樹。標準和名はシダレガジュマルで、学名からフィカス・ベンジャミナ、別名でベンジャミンゴム、ベンジャミンゴムノキ、シロガジュマルともよばれる。観葉植物としてもよく知られ、多くの園芸品種がある。

## 特徴
原産地はインドから東南アジアにかけての地域で、インドゴムノキやイチジクと同じイチジク属の植物である。街路樹などに用いられる。
耐陰性が強いが、日当たりを好み強健に生育する。樹皮は白くて凹凸が少ないが、大きく成長すると気根を出す。葉は小さく、葉身は長さ10センチメートル (cm) になる卵状楕円形をしており、緑色の皮質で光沢があるが、斑入りの栽培品種もある。
観葉植物として栽培され、多くの品種がある。
小さいものは鉢植えの観葉植物として育てられるが、成長すると高木になり、また幅が相当なものになる。スリランカのペラデニア公園等には大きく成長したベンジャミンがある。

## 利用
幼木は枝が垂れ下がって、見た目が優しい感じがすることから観葉植物として人気がある。若い枝は柔らかいので、寄せ植えにして三つ編みに仕立てることもできる。

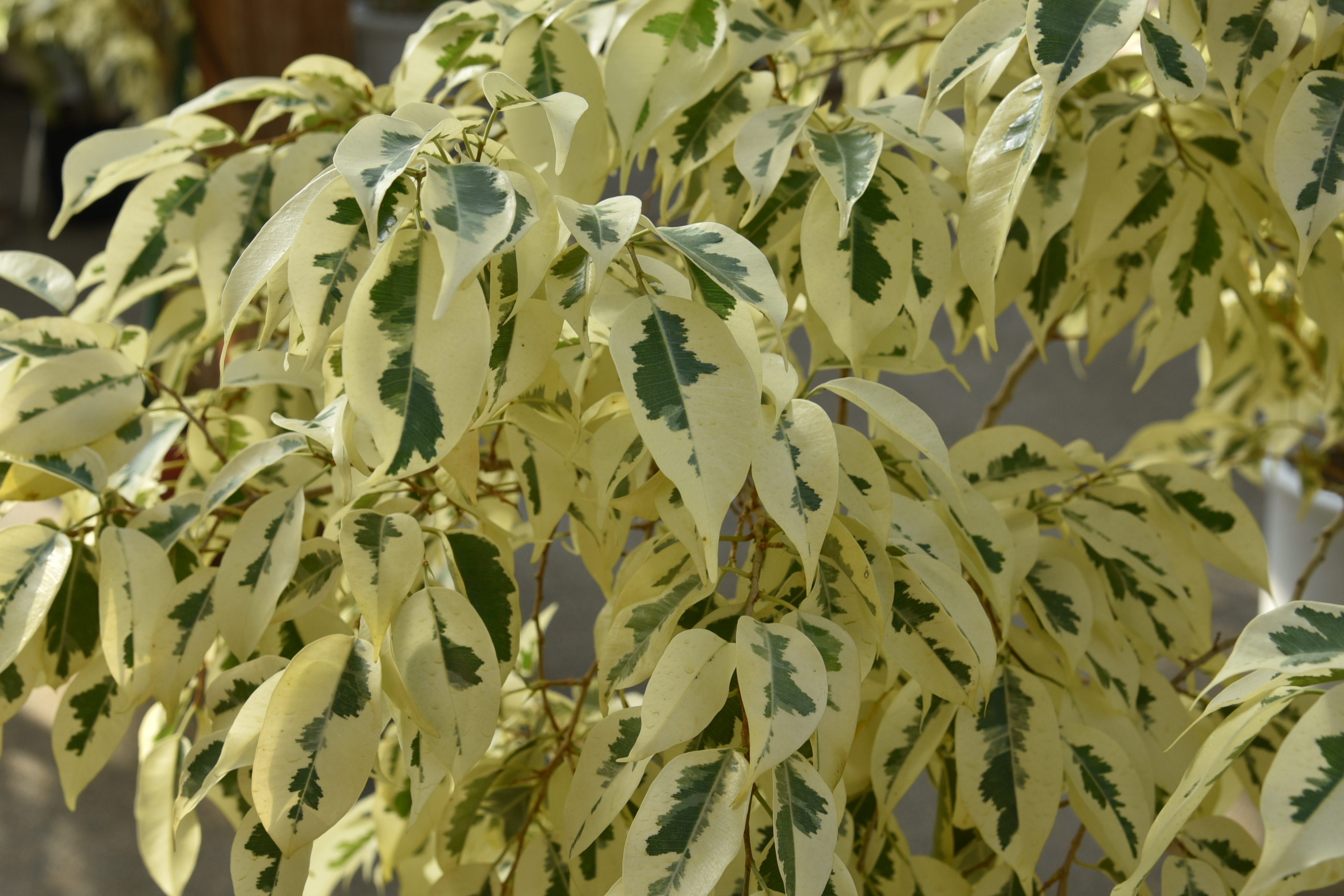
ベンジャミン ‘バリエガータ’ の葉

下記の代表するいくつかの園芸品種が知られている。
- ‘エキゾチカ’（F. benjamina ‘Exotica’） - 基本種よりも葉が大きい[2]。
- ‘ゴールド・ラッシュ’（F. benjamina ‘Gold Rush’） - 葉が細い品種で、葉の色がやや明るい[6]。
- ‘バリエガータ’（F. benjamina ‘Variegata’） - 斑入り葉[6]
- ‘ゴールデン・プリンセス’（F. benjamina ‘Golden Princess’） - 斑入り葉[6]
- ‘ハワイ’（F. benjamina ‘Hawaii’） - 斑入り葉[6]
- ‘スター・ライト’（F. benjamina ‘Star Light’） - 斑入り葉[6]
- ‘シタシオン’（F. benjamina ‘Citation’） - 通常のベンジャミナよりもコンパクトな園芸品種。葉の外側がカールするのが特徴[7]。
- ‘バロック’（F. benjamina ‘barok’） - 葉身が裏側にカールするベンジャミナの園芸品種[8]。

## 栽培
日当たりのよい場所を好む性質で、冬場以外では屋外でも管理できる。葉にいきなり直射日光を当てると葉焼けを起こすことがあり、特に斑入り葉の園芸品種は、時期により直射日光下よりも、軽く遮光された室内の明るい場所で管理されたほうがよいとされる。栽培適温は20 - 25℃程度であるが、冬場でも10℃以上を保った方がよいとされる。水やりは、春から秋にかけて表土が乾いたらたくさん行い、冬場は水切れしない程度にやや乾燥気味に管理される。生育する環境の変化には敏感で、用土が湿った状態で低温に遭ったり、大気中の湿度が低くなってしまうと、葉がすべて落ちてしまう習性がある。ただし、枝が生きていれば春には萌芽する。落葉防止のためにも、なるべく暖かい場所に置いて水を適度に与え、冬場でも20℃ほどの水で、葉を霧吹きで湿らすのがよいとされる。
施肥、植え替えは初夏から初秋にかけて行われ、用土は排水性が良ければ特には選ぶことはない。肥料は緩効性のものを2か月おき程度に与える。枝振りが大きくなりすぎたときは、夏の間に枝を切り戻しして手入れされる。繁殖は、他のイチジク属と同様に挿し木、取り木で増やすことが出来る。ベンジャミンでは枝が細いので挿し木のほうが向いており、長さ10 cmほどの挿し穂を使う。発根は容易で、高温期の初夏の時期に行えば管理がしやすい。

## 画像
- ベンジャミンの葉
- ペラデニア公園にある成長したベンジャミン